# Museo del Oro Calima
El Museo del Oro Calima es un museo arqueológico dedicado a la cultura calima ubicado en el centro histórico de Cali, Colombia. El Museo del Oro Calima es uno de los siete museos regionales del área cultural del Banco de la República de Colombia creados con el fin de mostrar las expresiones artísticas y culturales de las poblaciones prehispánicas.

## El museo
El museo fue inaugurado el 9 de mayo de 1991 con el fin de conservar, investigar y difundir el patrimonio arqueológico de la región, conocido bajo el nombre genérico de cultura calima, y que hace referencia a diferentes grupos humanos que habitaron durante diferentes periodos de tiempo en el Valle del Cauca. Así la colección del museo incluye 454 piezas de orfebrería, cerámica, piedra, madera, concha, hueso y objetos etnográficos de las culturas Ilama, Yotoco y Sonso. Las piezas arqueológicas de la cultura malagana, pertenecientes también a la cultura arqueológica Calima, por su reciente descubrimiento se encuentran en el Museo del Oro de Bogotá.
El guion museográfico brinda información sobre las diferentes costumbres de los habitantes prehispánicos de la región, así como su cosmovisión, religión, jerarquías, adornos, intercambios culturales, técnicas orfebres, mitología y simbología reflejadas en sus piezas. El museo desarrolla actividades pedagógicas y culturales entre las que se encuentras exposiciones temporales e itinerantes, animaciones didácticas, seminarios, proyecciones, y talleres de diversa índole.

## Sede
El museo se encuentra abierto a todo público en su sede en el edificio del Área Cultural del Banco de la República, donde también se encuentra un centro de documentación especializado en autores y la cultura de la región, una sala de música y una sala de exposiciones.